# Cerradomys
Cerradomys é um gênero de roedor da família Cricetidae. Ocorre na caatinga, cerrado e chaco do Brasil, Bolívia e Paraguai. Musser e Carleton (2005) incluíram as seis espécies no gênero Oryzomys, entretanto, estudos cladísticos demonstraram uma maior relação das espécies com os gêneros Nectomys e Sigmodontomys.

## Espécies
- Cerradomys goytaca Tavares, Pessôa & Gonçalves, 2011
- Cerradomys langguthi Percequillo, Hingst-Zaher & Bonvicino, 2008
- Cerradomys maracajuensis (Langguth & Bonvicino, 2002)
- Cerradomys marinhus (Bonvicino, 2003)
- Cerradomys scotti (Langguth & Bonvicino, 2002) (inclui Oryzomys andersoni)
- Cerradomys subflavus (Wagner, 1842)
- Cerradomys vivoi Percequillo, Hingst-Zaher & Bonvicino, 2008